# 로베르토 갈리아르디니
로베르토 갈리아르디니(이탈리아어: Roberto Gagliardini, 1994년 4월 7일 ~ )는 세리에 A의 클럽 몬차에서 미드필더로 활약하고 있는 이탈리아의 축구 선수이다.
베르가모에서 태어난 갈리아르디니는 아탈란타 유소년 팀에서 2013년까지 활약했으며, 2013년 12월 4일 사수올로와의 코파 이탈리아 경기에서 첫 데뷔전을 치렀다.
2014년 1월 17일 그는 체세나로 임대를 떠나게 된다. 8일 뒤 갈리아르디니는, 바레세와의 경기에서 데뷔 골을 넣게 된다. 2014년 9월 1일 그는 스페치아로 임대를 떠나게 된다. 2015년 7월 29일에는 비첸차로 임대를 떠났다.

## 수상
인테르나치오날레
- 세리에 A: 2020–21[6]
- UEFA 유로파리그 준우승: 2019–20